# Amiloplasto

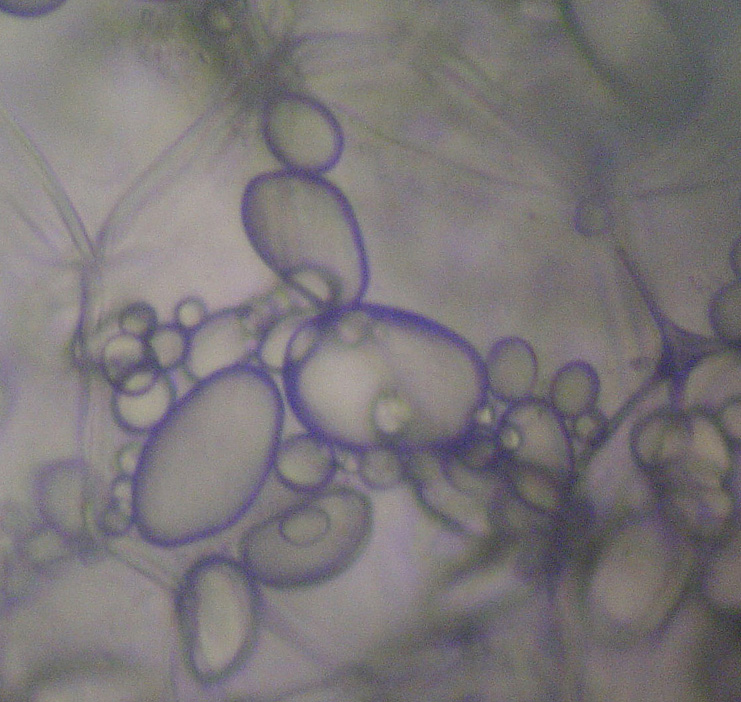
Amiloplastos em células de batata.

Amiloplasto é um dos organelos que podem aparecer em algumas células vegetais. Distinguem-se por acumularem grãos de amido, formando-se a partir dos leucoplastos que armazenam esta substância de reserva das plantas. 
Os grãos de amido do parênquima da batata são facilmente observáveis ao microscópio óptico. Será, no entanto, necessário usar água iodada na amostra a observar, para que os grãos de amido se destaquem do resto do citoplasma. A farinha maizena também é constituída por grãos de amido, também facilmente observáveis ao microscópio óptico.